# پسران (مجموعه تلویزیونی)
پسران (انگلیسی: The Boys) مجموعهٔ تلویزیونی آمریکایی در ژانر ابرقهرمانی است که به‌دست اریک کریپک برای آمازون پرایم ویدئو ساخته شده است. این مجموعه مبتنی بر کتاب کامیک به همین نام نوشتهٔ گارث انیس و داریک رابرتسون است و داستان آن به گروهی از شورشی‌های آتش به اختیار می‌پردازد که در حال مقابله با افراد ابرتوانا (که از توانایی‌هایشان سوءاستفاده می‌کنند) هستند. در آن گروه بازیگرانی متشکل از کارل اربن، جک کواید، آنتونی استار، ارین موریارتی، دومینیک مک الیگوت، جسی آشر، چیس کرافورد، لاز آلونسو، تومر کاپون، کارن فوکوهارا، و ناتان میچل به ایفای نقش می‌پردازند.
اقتباس از کتاب کامیک مذکور در ابتدا به‌عنوان فیلم بلند مد نظر بود و توسعهٔ آن در سال ۲۰۰۸ آغاز شد که قرار بود آدام مک‌کی فیلم را کارگردانی کند. به‌دلیل تفاوت در دیدگاه میان دست‌اندرکاران و استودیوهایی که فیلم را انتخاب کردند، این پروژه در برزخ توسعه رها شد. توسعهٔ این پروژه در سال ۲۰۱۶ توسط سینمکس احیا شد. این شرکت اعلام کرد این پروژه به‌عنوان یک سریال تلویزیونی بازسازی خواهد شد. کریپک به‌عنوان شورانر انتخاب شد، در حالی که ست روگن و اوان گلدبرگ تهیه‌کنندگان اجرایی سریال شدند. آمازون پرایم ویدئو حق انتشار این سریال را در نوامبر ۲۰۱۷ به دست آورد و تولید آن از مهٔ ۲۰۱۸ در آمازون پرایم ویدئو آغاز شد.
فصل نخست پسران در هشت قسمت در ۲۶ ژوئیهٔ ۲۰۱۹ پخش شد. فصل دوم در ۴ سپتامبر ۲۰۲۰، فصل سوم در ۳ ژوئن ۲۰۲۲ و فصل چهارم در ۱۳ ژوئن ۲۰۲۴ پخش شد. این مجموعه در مهٔ ۲۰۲۴ برای فصل پنجم و پایانی تمدید شد. این مجموعه بابت نویسندگی، خط داستانی، طنز و اجرای بازیگران مورد تحسین منتقدان قرار گرفت و نامزد دریافت هشت جایزهٔ امی (شامل مجموعهٔ درام ممتاز در سال ۲۰۲۱) بوده است. پسران بخشی از یک فرنچایز رسانه‌ای است که شامل سریال اسپین‌آف جن وی (۲۰۲۳) می‌شود.

## خلاصه
پسران در دنیایی رخ می‌دهد که در آن افراد دارای قدرت‌های فوق‌العاده (که به آن‌ها «سوپ‌ها» گفته می‌شود) توسط عموم مردم به عنوان قهرمان شناخته می‌شوند و برای شرکت قدرتمندی به نام وات اینترنشنال کار می‌کنند، شرکتی که این افراد را تبلیغ و از آن‌ها سود می‌برد. در پشت چهره قهرمانانه‌شان، بیشتر آن‌ها فاسد و خودخواه هستند. سریال به‌طور اصلی بر دو گروه تمرکز دارد: «هفت نفر»، تیم اصلی ابرقهرمانان وات، و «پسران»، گروهی از مبارزان که قصد دارند وات و ابرقهرمانان فاسدش را نابود کنند.

## بازیگران و شخصیت‌ها
- کارل اربن در نقش ویلیام «بیلی» بوچر[۲][۳] - رهبر پسران و یک مأمور سابق سرویس هوایی ویژه که به همه افراد ابرتوانا اعتماد ندارد. او نفرت خاصی نسبت به هوم‌لندر دارد که به اعتقاد او مسئول ناپدید شدن همسرش بکا بوده است. لوکا ویلاسیس و جاش زهاریا نسخه‌های جوان‌تر بوچر را به تصویر می‌کشند.[۴]
- جک کواید در نقش هیو «هیوئی» کمپبل جونیور[۲][۵] - یک متخصص غیرنظامی فناوری که پس از کشته‌شدن دوست‌دخترش، رابین، توسط ای-ترین، به پسران می‌پیوندد.
- آنتونی استار در نقش جان / هوم‌لندر[۲][۶] - رهبر بسیار قدرتمند «هفت». او در زیر چهرهٔ عمومی خود به عنوان یک قهرمان نجیب، فردی خودپسند و قاتل است و به رفاه کسانی که ادعا می‌کند از آنها محافظت می‌کند اهمیت چندانی نمی‌دهد. روآن اسمیت و آیزاک ویکس نسخه‌های جوان‌تر جان را به ترتیب در فصل دوم و چهارم به تصویر می‌کشند.
- ارین موریارتی در نقش آنی جنیووری / استارلایت[۲][۷] - یک ابرقهرمان با قدرت‌های مبتنی بر نور و عضوی از هفت. او یکی از معدود قهرمانانی است که برای حفاظت از جامعه ارزش قائل است، وفاداری خود را به هفت پس از اطلاع از شخصیت واقعی آنها زیر سؤال می‌برد. مایا میسالیوویچ آنی جوان را به تصویر می‌کشد.[۸]
- دومینیک مک الیگوت در نقش مارگارت شاو / کوئین میو[۲][۶] (فصل ۱–۳) - یکی از اعضای کهنه‌کار هفت با قدرت و ماندگاری فوق بشری. او زمانی که می‌خواهد از جان‌های بی‌گناه محافظت کند، سرخورده شده و از فرسودگی شغلی رنج می‌برد.
- جسی تی. آشر در نقش رجی فرانکلین / ای-ترین[۲][۶] - یکی از اعضای سریع هفت. او مصمم است که وضعیت خود را به عنوان سریع‌ترین فرد در جهان حفظ کند، که منجر به اعتیاد او به «ماده وی» می‌شود.
- لاز آلونسو در نقش ماروین تی. «مادرز میلک» / ام.ام.[۲][۹] - یکی از اعضای پسران که مسئول سازماندهی و برنامه‌ریزی عملیات آنها است. او که سابقاً یک پزشک در سپاه تفنگداران دریایی ایالات متحده آمریکا بود، پس از آن که سولجر بوی باعث مرگ پدربزرگش شد و پدر وکیلش در تلاش برای سرنگونی وات از بین رفت، به پسران پیوست. الیاس لئون لیکوک یک ام.ام. جوان را به تصویر می‌کشد.
- چیس کرافورد در نقش کوین مسکوویتز / دِ دیپ[۲][۶] - عضوی از هفت که توانایی برقراری ارتباط با آبزیان و تنفس در زیر آب را دارد. او توسط سایر اعضای هفت به دلیل موقعیتش به عنوان قهرمان آبزی گروه مورد تحقیر قرار می‌گیرد. پتن اسوالت صدای آبشش‌های دیپ را انجام می‌دهد.[۱۰]
- تومر کاپون در نقش سرجی / فرنچی[۲][۱۱] - یکی از اعضای گروه پسران و یک قاچاقچی بین‌المللی اسلحه که در شیمی، نفوذ و مهمات مهارت دارد. او که برای محافظت از دوستان جنایتکار خود مجبور به پیوستن به گروه می‌شود، با مبارزه با وات به دنبال رستگاری برای جنایات گذشته خود است.
- کارن فوکوهارا در نقش کیمیکو میاشیرو / زن[۲][۱۲] - یکی از اعضای لال پسران با قدرت فوق‌العاده و شفابخشی. او که به‌عنوان بخشی از طرحی برای ایجاد تروریست‌های فوق‌قدرت، ماده وی را به‌طور غیرارادی تزریق می‌کند، پس از آزادی به پسران می‌پیوندد.
- نیتن میچل در نقش ایروینگ / بلک نوآر (فصل ۱–۳) و بلک نوآر ۲ (فصل ۴)[۲][۶] - یکی از اعضای مرموز پسران که دارای قدرت و چابکی فوق بشری است. او که قبلاً یکی از اعضای پی‌بک بود، در جریان شورش تیمش علیه سولجر بوی به شدت از هم ریخته شد، او را لال کرد و او را مجبور کرد که ظاهر فیزیکی خود را در پشت یک لباس تیره پنهان کند. او موفق نمی‌شود انتقام سولجر بوی را بگیرد و می‌میرد و پس از آن جانشینی برای مخفی‌کاری می‌شود.[۱۳] فریتزی-کلاوانز دستاین در فصل سوم یک بلک نوآر جوان و بدون نقاب را به تصویر می‌کشد.[۱۴]
- الیزابت شو در نقش مدلین استیل ول[۲][۱۵] (فصل ۱؛ فصل ۲ مهمان) - معاون کاریزماتیک و مکر در وات اینترنشنال که مسئول مدیریت ابرقهرمانان است.
- کلبی مینیفی در نقش اشلی بارت[۲][۱۶] (فصل ۲–اکنون؛ فصل ۱ تکرارشونده) - یک روزنامه‌نگار برای وات اینترنشنال که بعداً مدیر عامل اجرایی آن می‌شود.
- آیا کش در نقش کلارا رایزینگر / لیبرتی / استورم‌فرانت[۲][۱۷][۱۸] (فصل ۲؛ فصل ۳ مهمان) - اولین سوژه موفق ماده وی و عضو هفت با توانایی‌های مبتنی بر پلاسما. او زمانی عضو حزب نازی بود، و دیدگاه‌های متعصبانه‌ای نسبت به اقلیت‌ها و افراد غیر ابرتوانا دارد.
- کلودیا دومیت در نقش ویکتوریا نیومن / نادیا خیاط[۲][۱۶] (فصل ۳–اکنون؛ فصل ۲ تکرارشونده) – یک نماینده کنگره که مخفیانه برای وات به عنوان یک قاتل ابرتوانا با توانایی کنترل خون، کار می‌کند. الیزا پاست نقش نادیای جوان را به تصویر می‌کشد.[۱۹]
- جنسن اکلس در نقش بن / سولجر بوی[۲][۲۰][۲۱] (فصل ۳) - ابرقهرمان اصلی وات و رهبر پیبک. او که تصور می‌شد در طول جنگ سرد کشته شده باشد، مخفیانه توسط تیمش خیانت شد و توسط شوروی اسیر شد تا وات به جای او هوم‌لندر، پسر بیولوژیکی‌اش را جایگزین کند.
- کامرون کروتی در نقش رایان بوچر[۲][۲۲][۲۳] (فصل ۴؛ فصل ۲–۳ تکرارشونده) - پسر هوم‌لندر و بکا، که به عنوان اولین «سوپ» (ابرانسان) متولد شده شناخته می‌شود، که با شوهر مادرش یعنی بوچر پیوند برقرار می‌کند؛ پارکر کورنو در قسمت پایانی فصل اول نقش رایان را بازی کرد.[۲۳]
- سوزان هیوارد در نقش جسیکا «سیج» بردلی / خواهر سیج[۲][۲۲][۲۴] (فصل ۴) - یک ابرانسان انسان‌دوست با هوش بسیار بالا، که به عنوان باهوش‌ترین فرد روی کره زمین معرفی می‌شود، که توسط هوم‌لندر استخدام می‌شود تا به جای اشلی به عنوان مدیر عامل شرکت وات عمل کند.
- والری کری در نقش میستی تاکر گری / فایرکرکر[۲][۲۲][۲۵] (فصل ۴) - یک ابرانسان و سلبریتی اینترنتی راست‌گرای آلترناتیو با انگیزه انتقام‌گیری شخصی از استارلایت و یک تحریک‌کننده عمومی و نظریه‌پرداز توطئه.
- جفری دین مورگان در نقش جو کسلر[۲][۲۶][۲۷] (فصل ۴) - یک افسر ویژه سی‌آی‌ای که گذشته مشترکی با بوچر دارد و به عنوان توهم نزد بوچر ظاهر می‌شود.

## قسمت‌ها
| فصل | قسمت‌ها | قسمت‌ها | تاریخ اصلی پخش | تاریخ اصلی پخش |
| فصل | قسمت‌ها | قسمت‌ها | اولین بار      | آخرین بار      |
| --- | ------ | ------ | -------------- | -------------- |
| ۱   | ۸      | ۸      | ۲۶ ژوئیه ۲۰۱۹  | ۲۶ ژوئیه ۲۰۱۹  |
| ۲   | ۸      | ۸      | ۴ سپتامبر ۲۰۲۰ | ۹ اکتبر ۲۰۲۰   |
| ۳   | ۸      | ۸      | ۳ ژوئن ۲۰۲۲    | ۸ ژوئیه ۲۰۲۲   |
| ۴   | ۸      | ۸      | ۱۳ ژوئن ۲۰۲۴   | ۱۸ ژوئیه ۲۰۲۴  |

### فصل ۱ (۲۰۱۹)
| شم. کلی | شم. در فصل | عنوان                | کارگردان          | نویسنده                        | تاریخ پخش اصلی |
| ------- | ---------- | -------------------- | ----------------- | ------------------------------ | -------------- |
| ۱       | ۱          | «اسم بازی»           | دن تراختنبرگ      | اریک کریپک                     | ۲۶ ژوئیه ۲۰۱۹  |
| ۲       | ۲          | «چری»                | مت شکمن           | اریک کریپکه                    | ۲۶ ژوئیه ۲۰۱۹  |
| ۳       | ۳          | «یکم بگیر»           | فیل اسکریچیا      | جرج ماستراس                    | ۲۶ ژوئیه ۲۰۱۹  |
| ۴       | ۴          | «ماده از گونه»       | فردریک ئی.او. توی | کریگ روزنبرگ                   | ۲۶ ژوئیه ۲۰۱۹  |
| ۵       | ۵          | «برای روح خوبه»      | استفان شوارتز     | آن کوفل ساندرز                 | ۲۶ ژوئیه ۲۰۱۹  |
| ۶       | ۶          | «بی‌گناهان»           | جنیفر فانگ        | ربکا سوننشاین                  | ۲۶ ژوئیه ۲۰۱۹  |
| ۷       | ۷          | «انجمن صیانت از خود» | دن آتیاس          | کریگ روزنبرگ و الی موناهان     | ۲۶ ژوئیه ۲۰۱۹  |
| ۸       | ۸          | «منو پیدا کردی»      | اریک کریپکه       | آن کوفل ساندرز و ربکا سوننشاین | ۲۶ ژوئیه ۲۰۱۹  |

### فصل ۲ (۲۰۲۰)
| شم. کلی | شم. در فصل | عنوان                              | کارگردان          | نویسنده         | تاریخ پخش اصلی  |
| ------- | ---------- | ---------------------------------- | ----------------- | --------------- | --------------- |
| ۹       | ۱          | «سواری بزرگ»                       | فیل اسکریچیا      | اریک کریپک      | ۴ سپتامبر ۲۰۲۰  |
| ۱۰      | ۲          | «آماده‌سازی و برنامه‌ریزی مناسب»     | لیز فریدلندر      | ربکا سوننشاین   | ۴ سپتامبر ۲۰۲۰  |
| ۱۱      | ۳          | «بر فراز تپه با شمشیرهای هزار مرد» | استیو بویام       | کریگ روزنبرگ    | ۴ سپتامبر ۲۰۲۰  |
| ۱۲      | ۴          | «هیچی مثل اون تو دنیا نیست»        | فردریک ئی.او. توی | مایکل سالتزمن   | ۱۱ سپتامبر ۲۰۲۰ |
| ۱۳      | ۵          | «ما باید الان بریم»                | باتان سیلوا       | الی موناهان     | ۱۸ سپتامبر ۲۰۲۰ |
| ۱۴      | ۶          | «درهای خونین خاموش»                | اعلان‌نشده         | آنسلم ریچاردسون | ۲۵ سپتامبر ۲۰۲۰ |
| ۱۵      | ۷          | «بوچر، بیکر، شمعدان‌ساز»            | استفان شوارتز     | کریگ روزنبرگ    | ۲ اکتبر ۲۰۲۰    |
| ۱۶      | ۸          | «چیزی که می‌دانم»                   | الکس گریوز        | ربکا سوننشاین   | ۹ اکتبر ۲۰۲۰    |

### فصل ۳ (۲۰۲۲)
| شم. کلی | شم. در فصل | عنوان                                                     | کارگردان     | نویسنده                  | تاریخ پخش اصلی |
| ------- | ---------- | --------------------------------------------------------- | ------------ | ------------------------ | -------------- |
| ۱۷      | ۱          | «بازپرداخت»                                               | فیل اسکریچیا | کریگ روزنبرگ             | ۳ ژوئن ۲۰۲۲    |
| ۱۸      | ۲          | «تنها مرد در آسمان»                                       | فیل اسگریچیا | دیوید رید                | ۳ ژوئن ۲۰۲۲    |
| ۱۹      | ۳          | «ساحل بربری»                                              | جولیان هلمز  | آنسلم ریچاردسون و جف اول | ۳ ژوئن ۲۰۲۲    |
| ۲۰      | ۴          | «برنامه پنج‌ساله باشکوه»                                   | جولیان هلمز  | مردیت گلین               | ۱۰ ژوئن ۲۰۲۲   |
| ۲۱      | ۵          | «آخرین‌بار برای نگاه‌کردن به این دنیای دروغین»              | نلسون کرگ    | الی موناهان              | ۱۷ ژوئن ۲۰۲۲   |
| ۲۲      | ۶          | «هیروگاسم»                                                | نلسون کرگ    | جسیکا چو                 | ۲۴ ژوئن ۲۰۲۲   |
| ۲۳      | ۷          | «الان یک شمع می‌آید تا راه شما را به سوی رختخواب روشن کند» | سارا بوید    | پل گرلونگ                | ۱ ژوئیه ۲۰۲۲   |
| ۲۴      | ۸          | «وحشی فوری سفید داغ»                                      | سارا بوید    | لوگان ریچی و دیوید رید   | ۸ ژوئیه ۲۰۲۲   |

### فصل ۴ (۲۰۲۴)
| شم. کلی | شم. در فصل | عنوان                                               | کارگردان          | نویسنده              | تاریخ پخش اصلی |
| ------- | ---------- | --------------------------------------------------- | ----------------- | -------------------- | -------------- |
| ۲۵      | ۱          | «اداره حقه‌های کثیف»                                 | فیل اسکریچیا      | دیوید رید            | ۱۳ ژوئن ۲۰۲۴   |
| ۲۶      | ۲          | «زندگی در میان گنداب‌ها»                             | کارن گاویولا      | جسیکا چو             | ۱۳ ژوئن ۲۰۲۴   |
| ۲۷      | ۳          | «ما پرچم سرخ را در اینجا برافراشته نگه خواهیم داشت» | فردریک ئی.او. توی | الی موناهان          | ۱۳ ژوئن ۲۰۲۴   |
| ۲۸      | ۴          | «حکمت اعصار»                                        | فیل اسگریچیا      | جف اول               | ۲۰ ژوئن ۲۰۲۴   |
| ۲۹      | ۵          | «مواظبِ جابرووک باش، پسرم»                           | شانا استین        | جودالینا نیرا        | ۲۷ ژوئن ۲۰۲۴   |
| ۳۰      | ۶          | «تجارت کثیف»                                        | کارن گاویولا      | آنسلم ریچاردسون      | ۴ ژوئیه ۲۰۲۴   |
| ۳۱      | ۷          | «نفوذی»                                             | کاترویما مک‌کنزی   | پل گرلونگ            | ۱۱ ژوئیه ۲۰۲۴  |
| ۳۲      | ۸          | «انتهای فصل چهارم» "اجرای ترور"                     | اریک کریپک        | جسیکا چو و دیوید رید | ۱۸ ژوئیه ۲۰۲۴  |

## پخش
همهٔ هشت قسمت فصل نخست پسران  در ۲۶ ژوئیهٔ ۲۰۱۹ از طریق آمازون پرایم ویدئو پخش شد. فصل دوم نیز متشکل از هشت قسمت بود که به‌جای پخش همگی قسمت‌ها در یک روز، به‌صورت هفتگی پخش شدند. سه قسمت نخست در ۴ سپتامبر ۲۰۲۰ و دیگر قسمت‌ها به صورت هفتگی تا ۹ اکتبر پخش شدند.
در ژانویه ۲۰۲۲ گزارش شد که فصل سوم نخستین بار در ۳ ژوئن ۲۰۲۲ پخش خواهد شد، و سه قسمت نخست بلافاصله در دسترس قرار گرفتند و دیگر قسمت‌ها به صورت هفتگی تا پایان فصل در ۸ ژوئیه پخش شدند. فصل چهارم نیز در ۱۳ ژوئن ۲۰۲۴ آغاز به پخش کرد.
فیلم کوتاهی با عنوان قصاب که داستان آن میان فصل نخست و دوم اتفاق می‌افتد، در ۱۰ سپتامبر ۲۰۲۰ منتشر شد و کارل اربن مجدداً نقش بیلی بوچر را بازی کرد. شخصیت‌های پسران نیز در یک قسمت از نمایش Death Battle! که با حمایت آمازون پرایم ویدیو ساخته شد، ظاهر شدند. این قسمت در ۱۷ سپتامبر ۲۰۲۰ منتشر شد.

## بازخورد

### پاسخ انتقادی
| فصل | راتن تومیتوز  | متاکریتیک   |
| --- | ------------- | ----------- |
| 1   | ۸۵٪ (۱۰۶ نقد) | ۷۴ (۱۹ نقد) |
| 2   | ۹۷٪ (۱۰۵ نقد) | ۸۰ (۱۵ نقد) |
| 3   | ۹۸٪ (۱۵۲ نقد) | ۷۷ (۲۰ نقد) |
| 4   | ۹۵٪ (۷۷ نقد)  | ۷۶ (۲۲ نقد) |

فصل اول در وبسایت راتن تومیتوز میانگینِ امتیاز ۷٫۶/۱۰ را در اختیار دارد که ۸۵٪ از ۱۰۶ بررسی منتقدین برای آن مثبت است. اجماع این وب‌سایت برای این فصل چنین می‌نویسد: «اگرچه مسافت پیموده شده بیننده ممکن است متفاوت باشد، اما لذت و تمایل شدید پسران برای درگیر شدن با مضامین سنگین و مرتبط مطمئناً باعث خوشحالی کسانی می‌شود که به دنبال گروه جدیدی از ضد قهرمانان هستند تا ریشه‌یابی کنند.» این فصل در متاکریتیک، که از میانگین وزنی استفاده می‌کند، بر اساس نظر ۱۹ منتقد امتیاز ۷۴ از ۱۰۰ را کسب کرده که نشان‌گر «نقدهای عموماً مطلوب» است.
فصل دوم در وبسایت راتن تومیتوز میانگینِ امتیاز ۸٫۲/۱۰ را در اختیار دارد که ۹۷٪ از ۱۰۵ بررسی منتقدین برای آن مثبت است. اجماع این وب‌سایت برای این فصل چنین می‌نویسد: «پسران در فصل دوم عالی ظاهر می‌شوند و عمیقاً در شخصیت‌های پیچیده خود فرومی‌روند و بدون اینکه هیچ‌یک از مشت‌های مهم اجتماعی خود را بکشد، عمل را بالا می‌برند.» این فصل در متاکریتیک، که از میانگین وزنی استفاده می‌کند، بر اساس نظر ۱۵ منتقد امتیاز ۸۰ از ۱۰۰ را کسب کرده که نشان‌گر «نقدهای عموماً مطلوب» است.
فصل سوم در وبسایت راتن تومیتوز میانگینِ امتیاز ۸٫۰۵/۱۰ را در اختیار دارد که ۹۸٪ از ۱۵۲ بررسی منتقدین برای آن مثبت است. اجماع این وب‌سایت برای این فصل چنین می‌نویسد: «فصل سوم پسران با موفقیت در مورد آنچه قبلاً یکی از جسورانه‌ترین طنزهای تلویزیونی بود، هم به طرزی شجاعانه و هم بسیار هوشمندانه است.» این فصل در متاکریتیک، که از میانگین وزنی استفاده می‌کند، بر اساس نظر ۲۰ منتقد امتیاز ۷۷ از ۱۰۰ را کسب کرده که نشان‌گر «نقدهای عموماً مطلوب» است.
فصل چهارم در وبسایت راتن تومیتوز میانگینِ امتیاز ۷٫۷۰/۱۰ را در اختیار دارد که ۹۵٪ از ۷۷ بررسی منتقدین برای آن مثبت است. اجماع این وب‌سایت برای این فصل چنین می‌نویسد: «بوکس در عرصه سیاسی با لبخندی خونین، فصل چهارم پسران در حالی که آینه‌ای ترک‌خورده را به سمت جامعه مدرن در دست گرفته است، تلخ و حتی کمی کسل‌کننده است.» این فصل در متاکریتیک، که از میانگین وزنی استفاده می‌کند، بر اساس نظر ۲۲ منتقد امتیاز ۷۶ از ۱۰۰ را کسب کرده که نشان‌گر «نقدهای عموماً مطلوب» است.

#### تعداد بینندگان
در اکتبر ۲۰۱۹، نیلسن اعلام کرد ردیابی بینندهٔ برنامه‌های آمازون پرایم را آغاز کرده است. طبق گزارش‌ها، پسران در ۱۰ روز اول اکران خود ۸ میلیون بیننده را به خود جلب کرد، و این برنامه را به یکی از موفق‌ترین برنامه‌های اصلی آمازون پرایم تبدیل کرد. برای فصل دوم، سه قسمت اول ۷٫۲ درصد از پخش‌ها را نسبت به ۱۰۰ برنامه برتر تلویزیونی پربیننده در ریلگود در آخر هفته افتتاحیه آن به خود اختصاص داد و رکورد فصل سوم چیزهای عجیب (۵٫۸ درصد) و مندلورین (۴٫۴ درصد) را شکست. تماشاگران این سریال نسبت به فصل اول ۸۹ درصد افزایش یافته بود. رتبه‌بندی‌های نیلسن همچنین نشان داد که ۸۹۱ میلیون دقیقه از برنامه تماشا شده است، و آن را در رتبه سوم فهرست نیلسن قرار داد، درست پس از کبرا کای (۲٫۱۷ میلیارد دقیقه) و لوسیفر (۱٫۴۲ میلیارد دقیقه). این اولین نمایش غیر نتفلیکس بود که در لیست ۱۰ نمایش جریان برتر نیلسن ظاهر شده است.

### جوایز
بنیاد مردمی رعایت اصول اخلاقی در برابر جانوران به اپیزود فصل سوم «ساحل بربری» جایزه «تکنولوژی، نه وحشت» خود را برای استفاده از یک اختاپوس CGI اعطا کرد.
| سال  | جایزه                                             | رده                                                                                   | نامزد(ها) | نتیجه    | منبع          |
| ---- | ------------------------------------------------- | ------------------------------------------------------------------------------------- | --- | -------- | ------------- |
| ۲۰۲۰ | جوایز امی هنرهای خلاقانه پرایم تایم               | ویرایش صدای برجسته برای یک سریال کمدی یا درام (یک ساعته)                              | وید بارنت، دیوید باربی، میسون کوپیکین، برایان دانلوپ، رایان بریلی، کریس نیولین، کریستوفر بروکس، جوزف تی سابلا و جسی روپل (برای «نام بازی»)                                                                                        | نامزدشده | [ ۵۷ ]        |
| ۲۰۲۱ | جایزه فانتزی بریتانیا                             | بهترین تولید فیلم/تلویزیون                                                            | «چیزی که می‌دانم» (فصل ۲، قسمت ۸) | برنده    | [ ۵۸ ]        |
| ۲۰۲۱ | جوایز سوپر انتخاب منتقدان                         | بهترین بازیگر مرد در یک سریال ابرقهرمانی                                              | آنتونی استار | برنده    | [ ۵۹ ]        |
| ۲۰۲۱ | جوایز سوپر انتخاب منتقدان                         | بهترین بازیگر مرد در یک سریال ابرقهرمانی                                              | کارل اربن | نامزدشده | [ ۵۹ ]        |
| ۲۰۲۱ | جوایز سوپر انتخاب منتقدان                         | بهترین بازیگر زن در یک سریال ابرقهرمانی                                               | آیا کش | برنده    | [ ۵۹ ]        |
| ۲۰۲۱ | جوایز سوپر انتخاب منتقدان                         | بهترین سریال ابرقهرمانی                                                               | پسران | برنده    | [ ۵۹ ]        |
| ۲۰۲۱ | جوایز سوپر انتخاب منتقدان                         | بهترین شرور در یک سریال                                                               | آنتونی استار | برنده    | [ ۵۹ ]        |
| ۲۰۲۱ | جوایز تلویزیونی انجمن منتقدان هالیوود             | بهترین بازیگر مرد در سریال درام                                                       | کارل اربن | نامزدشده | [ ۶۰ ]        |
| ۲۰۲۱ | جوایز تلویزیونی انجمن منتقدان هالیوود             | بهترین بازیگر زن در سریال درام                                                        | آیا کش | نامزدشده | [ ۶۰ ]        |
| ۲۰۲۱ | جوایز تلویزیونی انجمن منتقدان هالیوود             | بهترین سریال استریم، درام                                                             | پسران | نامزدشده | [ ۶۰ ]        |
| ۲۰۲۱ | جوایز تلویزیونی انجمن منتقدان هالیوود             | بهترین بازیگر نقش مکمل مرد در یک سریال استریمینگ، درام                                | جانکارلو اسپوزیتو | نامزدشده | [ ۶۰ ]        |
| ۲۰۲۱ | ویرایشگرهای صدای فیلم                             | دستاورد برجسته در ویرایش صدا - موسیقی متن و موزیکال برای رسانه‌های پخش طولانی اپیزودیک | کریستوفر بروکس (برای «هیچی مثل اون تو دنیا») | نامزدشده | [ ۶۱ ]        |
| ۲۰۲۱ | جوایز فیلم و تلویزیون ام تی وی                    | بهترین مبارزه                                                                         | «استارلایت، کوین میو، کیمیکو در برابر استورم فرانت» | نامزدشده | [ ۶۲ ]        |
| ۲۰۲۱ | جوایز فیلم و تلویزیون ام تی وی                    | بهترین قهرمان                                                                         | جک کواید | نامزدشده | [ ۶۲ ]        |
| ۲۰۲۱ | جوایز فیلم و تلویزیون ام تی وی                    | بهترین نمایش                                                                          | پسران | نامزدشده | [ ۶۲ ]        |
| ۲۰۲۱ | جوایز فیلم و تلویزیون ام تی وی                    | بهترین نقش منفی                                                                       | آیا کش | نامزدشده | [ ۶۲ ]        |
| ۲۰۲۱ | جوایز امی هنرهای خلاقانه پرایم تایم               | موسیقی و متن اصلی برجسته                                                              | «هرگز واقعاً ناپدید نشو» – کریستوفر لنرتس و مایکل سالتزمن (برای «سواری بزرگ») | نامزدشده | [ ۶۳ ]        |
| ۲۰۲۱ | جوایز امی هنرهای خلاقانه پرایم تایم               | میکس صدای برجسته برای یک سریال کمدی یا درام (یک ساعت)                                 | الکساندرا فهرمن، ریچ وینگارت و توماس هایک (برای «آنچه می‌دانم») | نامزدشده | [ ۶۳ ]        |
| ۲۰۲۱ | جوایز امی هنرهای خلاقانه پرایم تایم               | جلوه‌های ویژه بصری برجسته در یک فصل یا یک فیلم                                         | استفان فلیت، شالینا آکسلی باتلر، کت گرین، ریان مک نامارا، تونی کنی، استیو مونکور، جولیان هاچنز، آنتونی پترسون و کیث سلرز | نامزدشده | [ ۶۳ ]        |
| ۲۰۲۱ | هفتاد و سومین جوایز امی ساعات پربیننده            | سریال درام برجسته                                                                     | اریک کریپک، ست روگن، اوان گلدبرگ، جیمز ویور، نیل اچ. موریتز، پاون شتی، کریگ روزنبرگ، فیل اسکریچیا، ربکا سوننشاین، کن اف لوین، جیسون نتر، گارث انیس، داریک رابرتسون، مایکل سالتزمن، میکالا استار، گابریل گارسیا و هارتلی گورنشتاین | نامزدشده | [ ۶۳ ]        |
| ۲۰۲۱ | هفتاد و سومین جوایز امی ساعات پربیننده            | نویسندگی برجسته برای یک سریال درام                                                    | ربکا سوننشاین (برای «آنچه می‌دانم») | نامزدشده | [ ۶۳ ]        |
| ۲۰۲۱ | جوایز ساترن                                       | بهترین نقش آفرینی یک بازیگر جوان تر در یک سریال تلویزیونی                             | ارین موریارتی | نامزدشده | [ ۶۴ ]        |
| ۲۰۲۱ | جوایز ساترن                                       | بهترین سریال تلویزیونی ابرقهرمانی                                                     | پسران | برنده    | [ ۶۴ ]        |
| ۲۰۲۱ | جوایز انجمن بازیگران سینما                        | اجرای برجسته توسط یک گروه بدلکاری در یک سریال کمدی یا درام                            | پسران | نامزدشده | [ ۶۵ ]        |
| ۲۰۲۱ | جوایز انجمن نویسندگان آمریکا                      | تلویزیون: سریال دراماتیک                                                              | اریک کریپکی، الی موناهان، آنسلم ریچاردسون، کریگ روزنبرگ، مایکل سالتزمن و ربکا سوننشاین | نامزدشده | [ ۶۶ ]        |
| ۲۰۲۲ | جایزه منتخب مردمی                                 | سریالی که باید یکباره تماشا کرد                                                       | پسران | نامزدشده | [ ۶۷ ]        |
| ۲۰۲۲ | جوایز ساترن                                       | بهترین سریال تلویزیونی اکشن/ماجراجویی استریم                                          | پسران | برنده    | [ ۶۸ ]        |
| ۲۰۲۲ | جوایز ساترن                                       | بهترین بازیگر مرد در یک سریال تلویزیونی استریمینگ                                     | آنتونی استار | نامزدشده | [ ۶۸ ]        |
| ۲۰۲۲ | جوایز ساترن                                       | بهترین بازیگر زن در یک سریال تلویزیونی استریمینگ                                      | ارین موریارتی | نامزدشده | [ ۶۸ ]        |
| ۲۰۲۲ | جوایز ساترن                                       | بهترین اجرای مهمان در یک سریال تلویزیونی در حال پخش                                   | جنسن اکلس | نامزدشده | [ ۶۸ ]        |
| ۲۰۲۳ | جوایز انتخاب منتقدان                              | بهترین بازیگر مرد در سریال درام                                                       | آنتونی استار | نامزدشده | [ ۶۹ ]        |
| ۲۰۲۳ | جوایز سوپر انتخاب منتقدان                         | بهترین سریال ابرقهرمانی، سریال محدود یا فیلم ساخته شده برای تلویزیون                  | پسران | برنده    | [ ۷۰ ]        |
| ۲۰۲۳ | جوایز سوپر انتخاب منتقدان                         | بهترین بازیگر مرد در یک سریال ابرقهرمانی، سریال محدود یا فیلم ساخته شده برای تلویزیون | آنتونی استار | برنده    | [ ۷۰ ]        |
| ۲۰۲۳ | جوایز سوپر انتخاب منتقدان                         | بهترین بازیگر زن در یک سریال ابرقهرمانی، سریال محدود یا فیلم ساخته شده برای تلویزیون  | ارین موریارتی | نامزدشده | [ ۷۰ ]        |
| ۲۰۲۳ | جوایز سوپر انتخاب منتقدان                         | بهترین شرور در یک سریال، سریال محدود یا فیلم ساخته شده برای تلویزیون                  | آنتونی استار | برنده    | [ ۷۰ ]        |
| ۲۰۲۳ | جایزه تریلر طلایی                                 | بهترین تریلر کمدی / درام بایت برای یک سریال تلویزیونی / جریانی                        | «تخریب» | نامزدشده | [ ۷۱ ]        |
| ۲۰۲۳ | جوایز تلویزیونی انجمن منتقدان هالیوود             | بهترین سریال استریم، درام                                                             | پسران | برنده    | [ ۷۲ ]        |
| ۲۰۲۳ | جوایز تلویزیونی انجمن منتقدان هالیوود             | بهترین بازیگر مرد در سریال درام                                                       | آنتونی استار | برنده    | [ ۷۲ ]        |
| ۲۰۲۳ | جوایز تلویزیونی انجمن منتقدان هالیوود             | بهترین بازیگر مرد در سریال درام                                                       | جک کواید | نامزدشده | [ ۷۲ ]        |
| ۲۰۲۳ | جوایز تلویزیونی انجمن منتقدان هالیوود             | بهترین بازیگر زن در سریال درام                                                        | ارین موریارتی | نامزدشده | [ ۷۲ ]        |
| ۲۰۲۳ | جوایز تلویزیونی انجمن منتقدان هالیوود             | بهترین بازیگر زن در سریال درام                                                        | کارن فوکوهارا | نامزدشده | [ ۷۲ ]        |
| ۲۰۲۳ | جوایز تلویزیونی انجمن منتقدان هالیوود             | بهترین بازیگر نقش مکمل مرد در یک سریال استریمینگ، درام                                | چیس کرافورد | نامزدشده | [ ۷۲ ]        |
| ۲۰۲۳ | جوایز تلویزیونی انجمن منتقدان هالیوود             | بهترین بازیگر نقش مکمل مرد در یک سریال استریمینگ، درام                                | جنسن آکلز | برنده    | [ ۷۲ ]        |
| ۲۰۲۳ | جوایز تلویزیونی انجمن منتقدان هالیوود             | بهترین کارگردانی در سریال استریم، درام                                                | نلسون کرگ (برای «هیروگاسم») | برنده    | [ ۷۲ ]        |
| ۲۰۲۳ | جوایز تلویزیونی انجمن منتقدان هالیوود             | بهترین نویسندگی در یک سریال استریم، درام                                              | لوگان ریچی و دیوید رید (برای «وحشی فوری سفید داغ») | نامزدشده | [ ۷۲ ]        |
| ۲۰۲۳ | جوایز تلویزیونی هنرهای خلاق انجمن منتقدان هالیوود | بهترین بازیگر مهمان در سریال درام                                                     | پل رایزر | نامزدشده | [ ۷۲ ]        |
| ۲۰۲۳ | جوایز تلویزیونی هنرهای خلاق انجمن منتقدان هالیوود | بهترین بازیگر زن مهمان در سریال درام                                                  | آیا کش | نامزدشده | [ ۷۲ ]        |
| ۲۰۲۳ | جوایز تلویزیونی هنرهای خلاق انجمن منتقدان هالیوود | بهترین بازیگری در یک سریال درام                                                       | پسران | برنده    | [ ۷۲ ]        |
| ۲۰۲۳ | جوایز تلویزیونی هنرهای خلاق انجمن منتقدان هالیوود | بهترین لباس‌های فانتزی یا علمی تخیلی                                                   | پسران | نامزدشده | [ ۷۲ ]        |
| ۲۰۲۳ | جوایز تلویزیونی هنرهای خلاق انجمن منتقدان هالیوود | بهترین بدلکاری                                                                        | پسران | برنده    | [ ۷۲ ]        |
| ۲۰۲۳ | جوایز امی هنرهای خلاقانه پرایم تایم               | ویرایش صدای برجسته برای یک سریال کمدی یا درام (یک ساعت)                               | وید بارنت، کریس کاهواتی، رایان بریلی، جفری پیتس، پیت نیکولز، کریستوفر بروکس، جیمز هاو (برای «وحشی فوری سفید داغ») | نامزدشده | [ ۷۳ ]        |
| ۲۰۲۳ | جوایز امی هنرهای خلاقانه پرایم تایم               | هماهنگی برجسته شیرین‌کاری برای یک سریال درام، سریال یا فیلم محدود یا گلچین             | جان کویاما | برنده    | [ ۷۳ ]        |
| ۲۰۲۳ | جوایز ستلایت                                      | بهترین ژانر سریال                                                                     | پسران | برنده    | [ ۷۴ ] [ ۷۵ ] |
| ۲۰۲۳ | جوایز انجمن بازیگران سینما                        | اجرای برجسته توسط یک گروه بدلکاری در یک سریال تلویزیونی                               | پسران | نامزدشده | [ ۷۶ ]        |
| ۲۰۲۳ | جوایز انجمن جلوه‌های بصری                          | جلوه‌های بصری برجسته در یک اپیزود فوتورئال                                             | استفان فلیت، شالینا آکسلی باتلر، تریستان زرافا، آنتونی پترسون، هادسون کنی (برای «بازپرداخت») | نامزدشده | [ ۷۷ ] [ ۷۸ ] |
| ۲۰۲۴ | جوایز تلویزیون آسترا                              | بهترین سریال درام استریمینگ                                                           | پسران | برنده    | [ ۷۹ ]        |
| ۲۰۲۴ | جوایز تلویزیون آسترا                              | بهترین بازیگر مرد در یک سریال درام استریمینگ                                          | آنتونی استار | برنده    | [ ۷۹ ]        |
| ۲۰۲۴ | جوایز تلویزیون آسترا                              | بهترین بازیگر مرد در یک سریال درام استریمینگ                                          | جک کواید | نامزدشده | [ ۸۰ ]        |
| ۲۰۲۴ | جوایز تلویزیون آسترا                              | بهترین بازیگر نقش مکمل مرد در یک سریال درام استریمینگ                                 | جنسن آکلز | برنده    | [ ۷۹ ]        |
| ۲۰۲۴ | جوایز تلویزیون آسترا                              | بهترین بازیگر نقش مکمل مرد در یک سریال درام استریمینگ                                 | چیس کرافورد | نامزدشده | [ ۸۰ ]        |
| ۲۰۲۴ | جوایز تلویزیون آسترا                              | بهترین کارگردانی در سریال درام استریمینگ                                              | نلسون کرگ | برنده    | [ ۷۹ ]        |
| ۲۰۲۴ | جوایز تلویزیون آسترا                              | بهترین بازیگر زن در یک سریال درام استریمینگ                                           | ارین موریارتی | نامزدشده | [ ۸۰ ]        |
| ۲۰۲۴ | جوایز تلویزیون آسترا                              | بهترین بازیگر زن در یک سریال درام استریمینگ                                           | کارن فوکاهارا | نامزدشده | [ ۸۰ ]        |
| ۲۰۲۴ | جوایز تلویزیون آسترا                              | بهترین نویسندگی در یک سریال درام استریمینگ                                            | لوگان ریچی و دیوید رید (برای «وحشی فوری سفید داغ») | نامزدشده | [ ۸۰ ]        |

## فرنچایز

### پسران تقدیم می‌کند: دایابولیکال
در ۵ دسامبر ۲۰۲۱، آمازون پرایم ویدیو در جریان کامیک کان برزیل، اعلام کرد که سفارش یک مجموعه آنتولوژی پویانمایی یک هشت قسمتی تحت عنوان پسران ارائه می‌کند: دیابولیکال (به انگلیسی: The Boys Presents: Diabolical)، را داده شده است. در ۱۸ ژانویه ۲۰۲۲ اعلام شد که این سریال در تاریخ ۴ مارس ۲۰۲۲ پخش خواهد شد.

### جن وی
پس از موفقیت در رتبه‌بندی فصل دوم سریال، در ۲۴ سپتامبر ۲۰۲۰ اعلام شد که یک سریال اسپین‌آف با محوریت یک کالج ابرقهرمانی، به سرعت در حال توسعه است. این اسپین‌آف به عنوان «بخشی از نمایش دانشگاهی، بخشی از بازی‌های گرسنگی» توصیف شد که «... در تنها کالج آمریکا که منحصراً برای ابرقهرمانان جوان بزرگسال (که توسط وات اینترنشنال اداره می‌شود)» اتفاق می‌افتد و به عنوان «سریالی با درجه R در مورد زندگی «سوپ» ها» توصیف شد که رقابتی جسمی، جنسی و اخلاقی بین آنها را بیان می‌کند. در ۲۷ سپتامبر ۲۰۲۱، استودیوی آمازون سفارش سریالی بدون عنوان را دریافت کرد. فیلمبرداری این مجموعه با عنوان Gen V در دانشگاه تورنتو در ماه مه ۲۰۲۲ و منطقه حفاظت شده کیلرویل در برامپتون در ماه ژوئیه آغاز شد و برای پایان اکتبر در نظر گرفته شد. اولین فصل در ۲۹ سپتامبر ۲۰۲۳ پخش شد. سریال در ۱۹ اکتبر ۲۰۲۳، برای فصل دوم تمدید شد.

### پسران: مکزیک
در ۲۸ نوامبر ۲۰۲۳، یک سری اسپین‌آف جدید در حال ساخت توسط آمازون اعلام شد. پسران: مکزیک (به انگلیسی: The Boys: Mexico) توسط گرت دانت-آلکوسر ساخته می‌شود که دیه‌گو لونا و گائل گارسیا برنال در کنار او به عنوان تهیه‌کنندگان خدمت می‌کنند.

### ظهور وات
در ۲۶ ژوئیه ۲۰۲۴، یک سریال اسپین‌آف جدید تحت عنوان ظهور وات (به انگلیسی: Vought Rising) در جریان کامیک کان سن دیگو اعلام شد که به عنوان پیش‌درآمد سریال اصلی عمل می‌کند و در آن اکلس و کش به ترتیب نقش‌های خود را به عنوان سولجر بوی و استورم فرانت تکرار می‌کنند. این اسپین‌آف با عنوان Vought Rising، توسط پل گرلونگ و کریپک تهیه می‌شود و گرلونگ نیز به عنوان مجری برنامه خواهد بود. داستان این سریال در دهه ۱۹۵۰ می‌گذرد.